# گای ویلسون
گای آلن ویلسون جونیور (انگلیسی: Guy Allan Wilson Jr.؛ زادهٔ ۲۱ نوامبر ۱۹۸۵) بازیگر اهل ایالات متحده آمریکا است.
از فیلم‌ها یا برنامه‌های تلویزیونی که وی در آن نقش داشته است می‌توان به بریکینگ بد، کسل، روزهای زندگی ما، ان‌سی‌آی‌اس، استخوان‌ها، پرونده سرد و دفترچه سیاه اشاره کرد.